# Lý Thần Tông
Lý Thần Tông (chữ Hán: 李神宗 1116 – 31 tháng 10 năm 1138) là vị hoàng đế thứ năm của triều đại nhà Lý nước Đại Việt. Ông trị vì từ năm 1128 đến khi qua đời năm 1138, tổng cộng là 10 năm.
Dù lên ngôi khi mới 11 tuổi, Lý Thần Tông đã tin dùng những người phụ chính như Trương Bá Ngọc, Dương Anh Nhị và Lý Công Bình, thực hiện chính sách cai trị khoan dung và duy trì sự ổn định của Đại Việt. Thời này Khmer và Chiêm Thành vài lần đánh phá nước Việt, Thần Tông phải sai tướng đi đánh đuổi. Bên cạnh đó, Thần Tông bị sử sách phê phán vì quá mê tín vào các "điềm lành".

## Thân thế
Lý Thần Tông tên thật là Lý Dương Hoán (李陽煥), sinh vào tháng 6 âm lịch năm 1116 tại kinh đô Thăng Long (Hà Nội), là con trai của Sùng Hiền hầu (em trai của Lý Nhân Tông), tức là cháu gọi Nhân Tông bằng bác. Mẹ ông là Đỗ Phu nhân, là chị của Đỗ Anh Vũ.
Có ý kiến cho rằng, Lý Thần Tông là hậu thân của Thiền sư Từ Đạo Hạnh. Sách Đại Việt Sử ký Toàn thư, quyển III ghi lại việc Từ Đạo Hạnh thoát xác tại chùa Thầy núi Sài Sơn năm 1116, ngay trước khi Lý Dương Hoán ra đời. Người xưa cho rằng vì Lý Nhân Tông không có con nên Từ Đạo Hạnh đầu thai làm con trai Sùng Hiền hầu để duy trì sự nghiệp của nhà Lý.

## Cai trị
Năm Kỷ Dậu (1129), tháng giêng, ngày Giáp Ngọ, Lý Thần Tông tôn cha đẻ là Sùng Hiền hầu làm Thái thượng hoàng. Đại Việt sử lược chép việc ông tôn mẹ nuôi là Thần phi làm Thái hậu. Đến tháng 1 âm lịch năm 1129, ông lại tôn cha là Sùng Hiền hầu làm Thái thượng hoàng và mẹ ruột là Đỗ thị làm Hoàng thái hậu.
Ông thường tìm kiếm những con vật lạ trong thiên hạ làm sở thích. Phàm ai có hươu trắng, hươu đen hay chim sẻ trắng, rùa trắng... đều đem dâng vua cả. Lúc ấy, có Đỗ Khánh là lính ở Tả Vũ Tiệp đem dâng con cá xương và con cá công sắc vàng (cá xương là một loại cá biển, cũng gọi là cá hầu; cá công cũng ở biển, còn gọi là cá chiết, trông gần giống như con cua). Ông cho đấy là điềm lành, bèn xuống chiếu cho bề tôi chúc mừng. Cáp môn sứ là Lý Phụng Ân nói rằng:
“ Cá là vật nhỏ mọn mà bệ hạ đã lấy làm điềm lành, vậy nhỡ sau này có người đem tới dâng con lân con phượng thì bệ hạ sẽ làm sao? ”
Bởi lời ấy, việc này mới thôi.
Năm 1128, Đế quốc Khmer xua hơn 2 vạn quân tấn công bến Ba Đầu (Nghệ An). Thần Tông sai Thái phó Lý Công Bình chỉ huy quân chính quy liên kết với dân Nghệ An chống trả. Quân Đại Việt đã đánh tan quân Khmer, bắt được chủ tướng cùng 169 binh sĩ. Vua Thần Tông đến các cung Thái Thanh, Cảnh Linh và các chùa quán ở Thăng Long để làm lễ tạ ơn Thần, Phật phù hộ cho người Việt giữ nước. Đến tháng 8 năm 1132, quân Khmer hợp sức với Chiêm Thành cướp phá Nghệ An. Thần Tông sai quan Thái úy Dương Anh Nhị đánh thắng được quân hai nước. Sang năm 1134, hai nước phải đến tiến cống. Tháng 9 năm 1137, tướng Khmer là Tô Phá Lăng lại mang quân vào cướp phá Nghệ An. Thần Tông sai quan Thái phó là Lý Công Bình đi đánh bại quân Chân Lạp.
Thần Tông đại xá cho các tù phạm và trả lại ruộng đất mà đã tịch thu của quân dân trước đó. Ông cũng thực hiện chính sách ngụ binh ư nông, cho binh lính thay phiên nhau cứ sáu lần một tháng được về làm ruộng. Vì thế, việc sản xuất nông nghiệp của Đại Việt phát triển.

## Giai thoại
Tương truyền năm Thần Tông 21 tuổi (1136), vua bỗng nhiên mắc bệnh lạ, trên người mọc lông hổ, ngồi xổm chụp người, cuồng loạn, gầm gừ đáng sợ (khoa học ngày nay gọi là bệnh rậm lông, tên khoa học là Hypetrichosis). Triều đình phải làm cũi vàng nhốt vua trong đó. Khi ấy, có đứa bé ở Chân Định hát rằng:
Nước có Lý Thần Tông,
Triều đình muôn việc thông.
Muốn chữa bệnh thiên hạ,
Cần được Nguyễn Minh Không.
Triều đình sai quan chỉ huy đi đón sư Nguyễn Minh Không. Đến am, sư cười bảo: "Đây không phải là việc cứu cọp đó ư?" Quan chỉ huy hỏi: "Sao thầy sớm biết trước?". Sư bảo: "Ta đã biết việc này trước hai mươi năm". Sư đến triều vào trong điện ngồi, lên tiếng bảo: "Bá quan đem cái đảnh dầu lại mau, trong đó để một trăm cây kim, và nấu cho sôi, đem cũi vua lại gần đó". Sư lấy tay mò trong đảnh lấy một trăm cây kim găm vào thân vua, nói: "Quí là trời". Tự nhiên lông, móng, răng đều rụng hết, thân vua hoàn phục như cũ. Vua tạ ơn sư một ngàn cân vàng và một ngàn khoảnh ruộng để hương hỏa cho chùa, ruộng này không có lấy thuế.
Về việc này, Đại Việt sử ký toàn thư, quyển III không nhắc đến việc hóa hổ mà chép như sau:
[Năm 1136] Vua bệnh nặng, chữa thuốc không khỏi. Nhà sư Minh Không chữa khỏi, phong làm quốc sư. Tha thuế dịch cho vài trăm hộ [ban cho Minh Không]. (Tục truyền khi nhà sư Từ Đạo Hạnh sắp trút xác, trong khi ốm đem thuốc niệm thần chú rồi giao cho học trò là Nguyễn Chí Thành tức Minh Không, dặn rằng 20 năm sau nếu thấy quốc vương bị bệnh lạ thì đến chữa ngay, có lẽ là việc này).
Sách Khâm định Việt sử Thông giám Cương mục cũng chỉ ghi vắn tắt việc Lý Thần Tông "có tật chữa lâu không khỏi, sau nhờ nhà sư Minh Không chữa được".
Lý Thần Tông băng hà ngày 26 tháng 9 năm Mậu Ngọ (tức ngày 31 tháng 10 năm 1138) ở Vĩnh Quang điện (永光殿), thọ 23 tuổi.

## Nhận định
Các bộ sử đời Lê sơ có nhận xét về Lý Thần Tông trên quan điểm Tống Nho:
| “                                       | Vua khi mới lên ngôi hãy còn trẻ dại, đến khi lớn lên, tư chất thông minh, độ lượng nên việc sửa sang chính sự, dùng người hiền tài, thủy chung đều chính, nhiệm nặt khúc nôi, không gì sai lệch. Tuy thân mang ác tật nhưng rồi chữa lành, cũng là nhờ có ý trời cả. Song quá thích điềm lành, tôn sùng đạo Phật, chẳng đáng quý gì. | ” |
| — Ngô Sĩ Liên - Đại Việt Sử ký Toàn thư | |   |

| “                                       | Thần Tông sửa sang chính sự, nhậm dụng hiềm năng, đặt khoa Hoành từ, định lệnh binh nông, kể về chính trị thế là siêng năng. Song quá thích điềm lành, sùng thượng đạo Phật, thắng giặc cũng quy công cho Phật, dâng hươu cũng cho lạm tước quan. Sao mà ngu thế? | ” |
| — Lê Tung-Đại Việt thông giám tổng luận | |   |

## Gia quyến
- Cha: Sùng Hiền hầu, sau khi mất thụy phong Cung Hoàng đế (恭皇帝).
- Mẹ: Đỗ Phu nhân (杜夫人 ? - 1147) người Hồng Châu, là chị của đại thần Đỗ Anh Vũ. Sau khi mất thụy phong Chiêu Hiến hoàng hậu (昭孝皇后)

| STT | Danh hiệu                       | Tên                          | Sinh mất | Cha                 | Ghi chú                                                                                    |
| --- | ------------------------------- | ---------------------------- | -------- | ------------------- | ------------------------------------------------------------------------------------------ |
| 1   | Lệ Thiên hoàng hậu (儷天皇后)   | Lý thị (李氏)                |          | Lý Sơn (李山)       |                                                                                            |
| 2   | Linh Chiếu Hoàng hậu (靈照皇后) | Lê thị (黎氏)                |          | Phụ Thiên Đại vương | Ban đầu được phong làm Cảm Thánh Phu nhân (感聖夫人). Sinh ra vua Lý Anh Tông Lý Thiên Tộ. |
| 3   | Phụng Thánh phu nhân (奉聖夫人) | Lê Lan Xuân (黎蘭春)         |          | Phụ Thiên Đại vương | Em gái ruột của Linh Chiếu,được Anh Tông vô cùng kính trọng.                               |
| 4   | Minh Bảo phu nhân (明寶夫人)    | Lê Thị (黎氏)                |          | Lê Xương (黎昌)     |                                                                                            |
| 5   | Thứ phi (次妃)                  | Lý Thị Chương Anh (李氏章英) |          | Lý Nguyên (李元)    |                                                                                            |
| 6   | Nhật Phụng phu nhân (日奉夫人)  |                              |          |                     | Cùng Linh Chiếu Hoàng hậu và Phụng Thánh Phu nhân tranh ngôi cho Anh Tông.                 |

| STT | Danh hiệu               | Tên                   | Sinh mất  | Mẹ                          | Ghi chú |
| --- | ----------------------- | --------------------- | --------- | --------------------------- | --- |
| 1   | Minh Đạo vương (明道王) | Lý Thiên Lộc (李天祿) | 1132-?    | không rõ                    | Được cha lập làm Hoàng thái tử nối ngôi nhưng do can thiệp của ba phu nhân khi Thần Tông lập di chiếu nên bị phế làm Minh Đạo Vương. |
| 2   | Lý Anh Tông (李英宗)    | Lý Thiên Tộ (李天祚)  | 1136-1175 | Linh Chiếu Hoàng Hậu Lê Thị | Ông kế vị trở thành vị vua thứ sáu của triều Lý.                                                                                     |
| 3   | Hoàng Tam Tử (皇三子)   | ?                     | ?-1137    | không rõ                    | Chết yểu |

| STT | Danh hiệu                       | Tên | Sinh mất | Mẹ       | Ghi chú                       |
| --- | ------------------------------- | --- | -------- | -------- | ----------------------------- |
| 1   | Hoàng trưởng nữ (皇長女)        | ?   | ?-1132   | Không rõ | Chết yểu.                     |
| 2   | Thụy Thiên công chúa (瑞天公主) |     | 1137-?   | Không rõ |                               |
| 3   | Thiều Dung công chúa (韶容公主) |     | ?-1155   | Không rõ | Bà được gả cho Dương Tự Minh. |